# Free Lossless Audio Codec
FLAC (ang. Free Lossless Audio Codec) – format bezstratnej kompresji dźwięku z rodziny kodeków Ogg. Format ten jest rozwijany przez Xiph.Org Foundation, a jego wzorcowa implementacja jest wolnym oprogramowaniem.
29 stycznia 2003 Xiphophorus (obecnie Xiph.Org Foundation) przyjęła FLAC pod swój patronat. Obecnie są nim objęte m.in. Ogg Vorbis, Ogg Theora i Speex.

## Projekt FLAC
Projekt FLAC składa się z:
- formatu strumieniowego
- powiązanego enkodera i dekodera w formie bibliotek
- flac – programu służącego do kompresji/dekompresji
- metaflac – programu służącego do edycji metadanych plików FLAC
- wtyczek dla odtwarzaczy audio.

## Licencja
Według licencji specyfikacja formatu może być wykorzystana przez każdego bez wcześniejszego pozwolenia (Xiph.org zachowało prawa do ustanawiania specyfikacji formatu), z zastrzeżeniem, że żaden element formatu nie zostanie opatentowany. Oznacza to także, że wszystkie implementacje w jakikolwiek sposób powiązane z projektem FLAC będą stanowić wolne oprogramowanie – kody źródłowe dla libFLAC i libFLAC++ dostępne są na zasadach licencji BSD, natomiast kody dla flac, metaflac i wtyczek na zasadach licencji GPL.

## Cechy formatu FLAC
W przeciwieństwie do stratnych kodeków dźwięku takich jak Vorbis, MP3 i AAC, kodek FLAC nie usuwa żadnych danych ze strumienia audio, dzięki czemu po dekompresji otrzymujemy cyfrowy obraz dźwięku identyczny z pierwowzorem. Niezgodność z analogowym oryginałem wynika wyłącznie z konwersji analogowo-cyfrowej – ograniczona liczba bitów nie odda w 100% analogowego dźwięku (szum kwantyzacji).
- brak utraty jakości
- szybka kompresja
- dekodowanie w czasie rzeczywistym (małe wymagania sprzętowe)
- sprzętowe wsparcie odtwarzania
- strumieniowość
- metadane
- odporność na błędy.

## Kompresja FLAC
FLAC należy do grupy kodeków bezstratnych, a więc dane tworzące cyfrowy sygnał foniczny, po uprzedniej kompresji, można całkowicie odzyskać dokonując ich dekompresji – analogicznie jak w formacie ZIP. Jednak format FLAC został stworzony specjalnie do zmniejszania objętości plików dźwiękowych, dlatego przy kompresji tych plików możemy otrzymać dużo lepsze wyniki niż przy użyciu formatu ZIP (ZIP 10–20%, FLAC 40–60%). Kodeki stratnej kompresji mogą uzyskać stosunek kompresji nawet 90%, jednak jest to związane z usunięciem pewnych danych.
Kompresja FLAC wykorzystuje predykcję liniową – wartość pojedynczej próbki dźwięku jest przewidywana na podstawie wartości kilku wcześniejszych próbek, zapisywana jest tylko różnica między wartością rzeczywistą a obliczoną (różnice mają zwykle niewielkie wartości). Do zapisania różnic używa się kodów Rice’a – liczba bitów zależy od kodowanej wartości, tj. im mniejsza wartość, tym mniej bitów jest potrzebne.

## Oprogramowanie obsługujące FLAC
Format FLAC jest obecnie obsługiwany przez większość oprogramowania służącego do edycji i odtwarzania dźwięku (czasami wymagana jest odpowiednia wtyczka).
- Windows
  - AIMP
  - AnyBurn
  - Audacity
  - Ashampoo Burning Studio
  - BS.Player
  - Easy CD-DA Extractor
  - Easy Media Creator
  - Exact Audio Copy
  - foobar2000
  - Sound Normalizer
  - KMPlayer
  - MediaMonkey
  - Media Go – Sony Network Entertainment
  - Media Player Classic
  - MusicBee
  - Native-Instruments TRAKTOR
  - Nero Burning ROM z opcjonalną wtyczką
  - VLC media player
  - Winamp
  - Windows Media Player (Windows 10 – obsługa natywna, starsze wersje systemu Windows po zainstalowaniu kodeka)
  - XMPlay
- macOS
  - Toast 7 Titanium
  - VLC
- Linux
  - GNOME
    - Audacious
    - Banshee
    - GnomeBaker
    - Rhythmbox
    - Serpentine
    - Sound Juicer
    - Totem

  - KDE
    - K3b
    - Clementine
- Kodi
- Symbian
  - OggPlay
  - CorePlayer
- Rockbox – alternatywne otwarte oprogramowanie dla wybranych odtwarzaczy mp3
- Android
  - jetAudio.

### Konwersja
- Linux
  - Clementine
- macOS
  - Toast 7 Titanium
  - Max – wersja 10.4
  - xACT
  - X Lossless Decoder
  - MediaHuman Audio Converter.

### Nagrywanie bezpośrednio do FLAC
- Linux
  - GNOME
    - Sound Recorder.

### Odtwarzanie
- Wieloplatformowy
  - VLC media player
  - Songbird
  - QMPlay
  - QMPlay2
  - Clementine
- AmigaOS 4
  - MPlayer
  - TuneNet
- MorphOS
  - AmiNetRadio z wtyczką ANR_flacplayer
  - MPlayer
  - VLC media player
- macOS
  - Cog
  - MPlayer OSX Extended
- Windows
  - foobar2000
  - Windows Media Player i Media Player Classic
  - Winamp
  - ALSong
  - Quintessential Player
  - AIMP (wersja 1 i 2)
  - JetAudio
  - MediaMonkey
  - XMPlay
  - MusicBee
- Linux
  - Audacious
  - DeaDBeeF
  - MOC
  - MPD
  - XMMS z wtyczką xmms-flac
  - MPlayer
  - GNOME
    - Banshee
    - Rhythmbox
    - Sound Recorder

  - KDE
    - Amarok
- PlayStation Portable (PSP)
  - LightMP3
- Symbian
  - OggPlay
  - CorePlayer.

### Ripowanie
- Windows
  - Windows Media Player (tylko w Windows 10)
  - Easy Media Creator
  - Easy CD-DA Extractor
  - Nero Burning ROM
  - Exact Audio Copy
  - FormatFactory
  - FreeRIP
- macOS
  - Toast 7 Titanium
  - Max
- Linux
  - GNOME
    - Banshee
    - Grip
    - Sound Juicer

  - KDE
    - Konqueror
    - soundKonverter
    - KAudioCreator.

## Obsługa sprzętowa
Wbudowana
- Arcam: Solo Neo, Solo Mini
- Cowon: A2, D2, E2, C2
- Creative Technology: Ziio
- Denon: DNP-720AE, CEOL, AVR-4311, AVR-3312, AVR-2312, AVR-1912, DCD-1520ae
- iAUDIO: 6, 7, F2, M3, M5, X5, U3, U5
- iriver: E30, E50, E100, E150, E200, S100
- Logitech: Squeezebox Radio, Squeezebox Touch
- Marantz: NA7004, MCR603
- NAD: C 446
- Onkyo T-4070, CS-N575D
- Pioneer: N-30, N-50, N-70A
- Pentagram: Eon Slide-R Twin Core, Eon Cineo, Eon Vector, Vanquish: R Touch (po aktualizacji firmware’u), R Volt, R Wave Twin Core
- Rio Karma
- Samsung Galaxy Note
- Samsung Galaxy Note II
- Samsung Galaxy Note III
- Samsung Galaxy S III (umożliwia podłączenie DACa USB) i inne z Androidem 4.0 lub wyżej
- SanDisk: Sansa Clip, Fuze (po aktualizacji oprogramowania), Clip+, Fuze+
- Sony Mobile Communications: Zylo
- Sony Xperia S
- TrekStor Vibez
- Vedia: A10, B6, C3, C5, C6, C6+, M10, T8, V19, V39
- VTec: PRO MP640, PRO V39
- Yamaha: NP-S2000, CD-N500, HTR-4065.

Dodana
- każdy odtwarzacz obsługujący Rockbox, m.in. odtwarzacze:
  - Archos;
  - iriver (niektóre);
  - iAUDIO (niektóre);
  - iPod – od 1. do 5.5 generacji, iPod mini i 1./2. generacji iPod nano (lecz już żaden z następujących jeszcze nie potrafi odtwarzać FLAC: shuffle, 3. generacji nano, classic czy touch);
  - SanDisk Sansa serii e200, c200;
  - SanDisk Sansa Fuze (v.1 i v.2), Clip (+).
- NOKIA N900 (po zainstalowaniu dodatkowych kodeków audio)
- wszystkie telefony komórkowe z systemem Android w wersji 2.3 lub nowszej (aplikacja wbudowana).